# Füst (film, 1995)
A Füst (eredeti cím: Smoke) 1995-ben bemutatott amerikai független filmdráma, melyet Paul Auster eredeti forgatókönyvéből Wayne Wang rendezett. A főbb szerepekben Harvey Keitel, William Hurt, Stockard Channing, Harold Perrineau és Forest Whitaker látható.
A film a Miramax megbízásából készült, a magyar szinkront a MOKÉP készítette 1996-ban.

## Rövid történet
A film egy dohánybolti eladó és egy író barátságáról szól.

## Szereplők
| Szereplő           | Színész              | Magyar hang       |
| ------------------ | -------------------- | ----------------- |
| Harvey Keitel      | Auggie Wren          | Ujréti László     |
| William Hurt       | Paul Benjamin        | Szakácsi Sándor   |
| Stockard Channing  | Ruby McNutt          | Jani Ildikó       |
| Harold Perrineau   | Thomas "Rashid" Cole | Rajkai Zoltán     |
| Forest Whitaker    | Cyrus Cole           | Kerekes József    |
| Giancarlo Esposito | Tommy                | Végh Péter        |
| José Zúniga        | Jerry                | Németh Kristóf    |
| Stephen Gevedon    | Dennis               | Crespo Rodrigo    |
| Jared Harris       | Jimmy Rose           | Széles László     |
| Victor Argo        | Vinnie               | Tolnai Miklós     |
| Michelle Hurst     | Emma néni            | Martin Márta      |
| Erica Gimpel       | Doreen Cole          | Farkasinszky Edit |
| Ashley Judd        | Felicity             | Zakariás Éva      |
| Mary B. Ward       | April Lee            | Somlai Edina      |
| Mel Gorham         | Violet               | Kökényessy Ági    |
| Malik Yoba         | Gyilkos              | Oberfrank Pál     |
| Walter T. Meade    | Roger Goodwin        | Földes Tamás      |

## Díjak és jelölések
- Berlini Nemzetközi Filmfesztivál (1995)
  - díj: Zsűri különdíj a legjobb filmnek (Harvey Keitel és Wayne Wang)
  - jelölés: Arany Medve díj a legjobb rendezőnek (Wayne Wang)
- César-díj (1996)
  - jelölés: legjobb külföldi filmnek (Wayne Wang)